# سیارک ۳۴۴۱
سیارک ۳۴۴۱ (به انگلیسی: 3441 Pochaina، نامگذاری:1969TS1) سه هزار و چهارصد و چهل و یکمین سیارک کشف شده‌است که در ۸ اکتبر ۱۹۶۹ کشف شد.
قدر مطلق سیارک برابر ۱۲٫۲۰ است.